# Ericiocyathus echinatus
Espèce
Ericiocyathus echinatus est une espèce de coraux appartenant à la famille des Caryophylliidae.